# Котёл культуры
«Котёл культуры» (эст. Kultuurikatel) — творческий и культурный центр, действующий в Таллине, столице Эстонии. «Котёл культуры» является продолжением программы «Культурная столица Европы», которой Таллин был избран в 2011 году. Организацией управляет целевое учреждение «Tallinna Kultuurikatel», основанное в 2007 году муниципалитетом Таллин. Цель организации — развитие культурной жизни Таллина и Эстонии в сотрудничестве с другими организациями. «Котёл культуры» является важным  многофункциональным центром мероприятий и творчества, где проводятся различные концерты, фестивали, конференции, семинары, выставки, музыкальные и театральные представления. Во время председательства Эстонии в Совете Европейского союза в 2017 году помещения «Котла культуры» использовались для проведения соответствующих мероприятий. Регистровый адрес организации: ул. Курси, 3 (ранее — бульвар Пыхья, 27а).

## История строений «Котла культуры»
Главным зданием «Котла культуры» является бывшая котельная Таллинской городской электростанции, с созданием которой использование электроэнергии в Эстонии стало широко распространённым. 

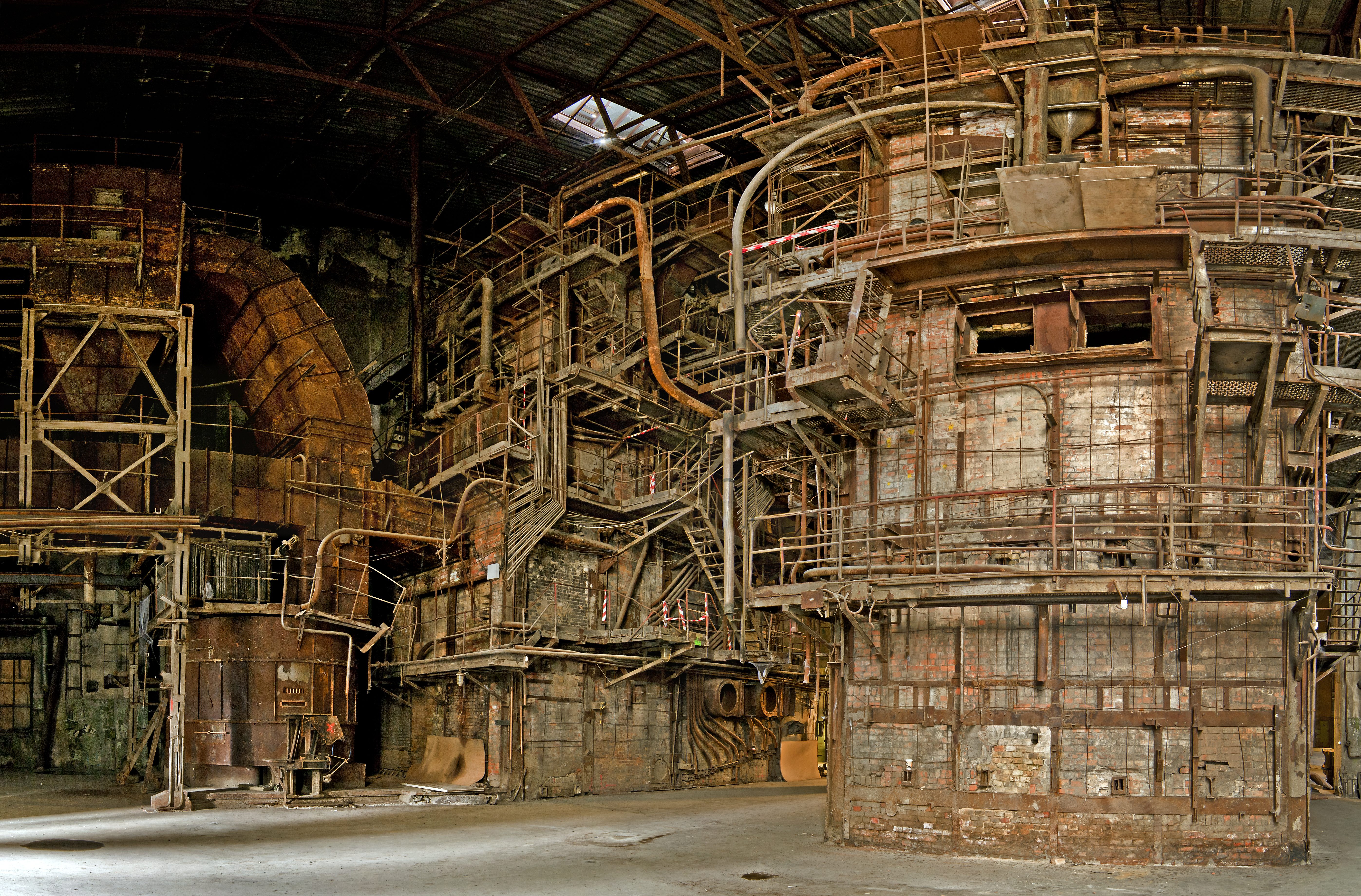
Котлы электростанции в 2012 году

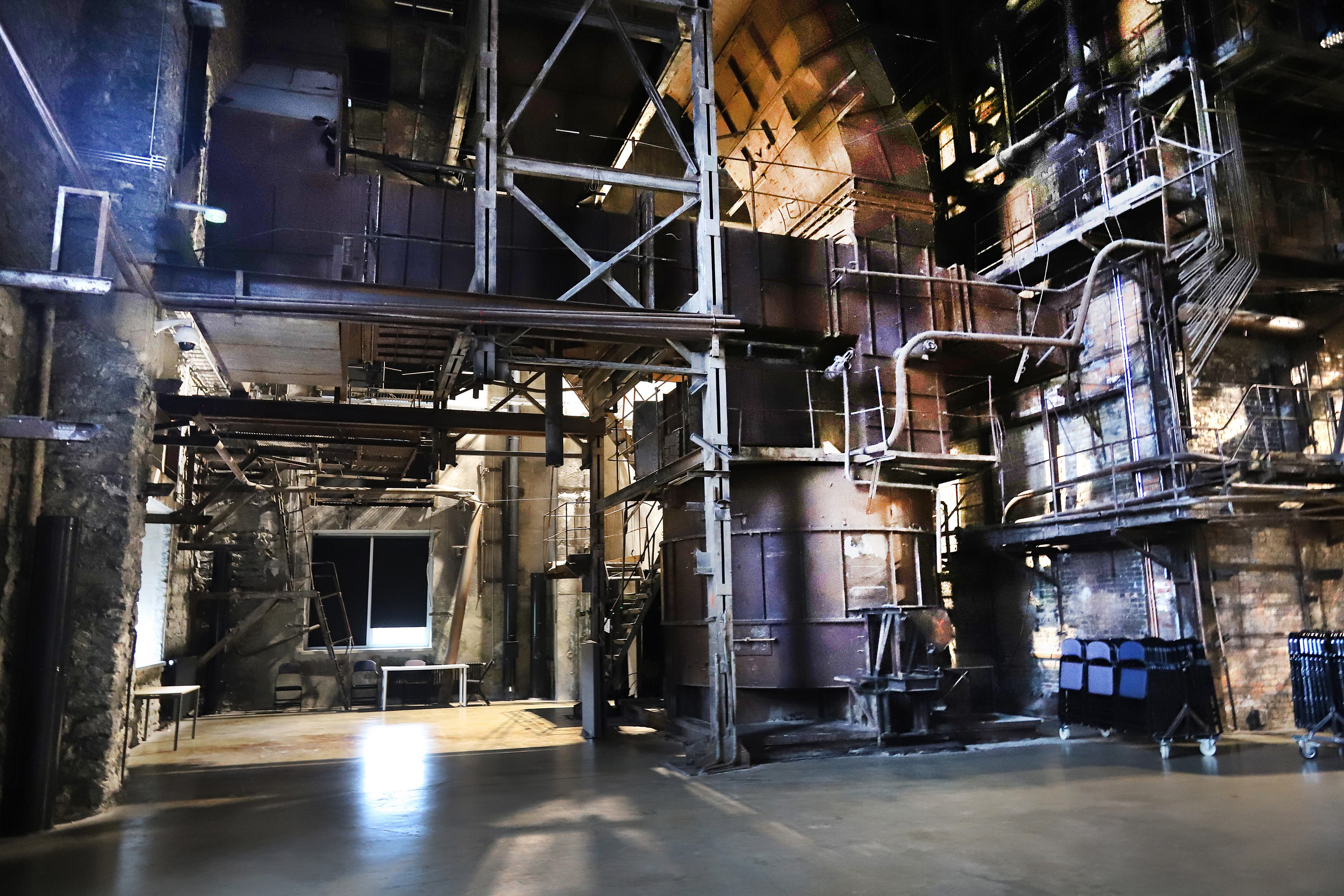
Котельная электростанции в 2023 году

В 1865 году на территории нынешних участков недвижимости № 27и 27а на бульваре Пыхья начал работу Ревельский газовый завод, который первоначально снабжал газом в основном уличные фонари в центре города, а затем также и общественные здания. В 1912―1913 годах на месте газового завода по проекту архитектора Ханса Шмидта была построена Ревельская (Таллинская) электростанция. Согласно первоначальному проекту, были возведены 26 трансформаторных подстанций с высоковольтной кабельной сетью 3 кВ и низковольтной кабельной сетью 220 В. В качестве энергетических установок были выбраны три паровые турбины типа «Лаваль» мощностью 250 л. с. (184 кВт), произведённые ревельским заводом «Вольта». Электростанция работала с 1913 года по 2 февраля 1979 года, затем она стала предприятием по производству и распределению тепла и в 1982 году была переименована в предприятие «Tallinna Soojusvõrk» («Таллинская теплосеть»). Котлы работали до начала 1990-х годов.
Главное здание «Котла культуры» со стенами из плитняка было возведено в 1934 году по проекту эстонского архитектора Эугена Хаберманна и инженера Фердинанда Адоффа, большие котлы № 6 и 7 в котельном зале построены в 1948 и 1949 годах. Котлы были спроектированы и изготовлены в Эстонии и адаптированы специально для производимого в стране горючего сланца. В 2007 году здание было внесено в Регистр памятников культуры Эстонии как памятник архитектуры.
Площадь зала, в котором расположены котлы, составляет 700 м². В комплекс строений «Котла культуры», помимо котельной, входят газгольдер, эстакада и кирпичная дымовая труба; все они также внесены в Регистр памятников культуры Эстонии как памятники архитектуры.
Газгольдер, построенный в 1926 году, имеет черты неоготического и неороманского архитектурных стилей, популярных в 1860-х годах. Является редким строением не только в Таллине, но и во всей Эстонии. Шестиугольный корпус газгольдера выполнен из кускового известняка. В его верхней части есть оконные проёмы, на крыше — невысокая башенная конструкция.
Дымовая труба котельной высотой 102,5 метра была построена в 1948 году и в то время была самой высокой в странах Прибалтики. Для её возведения было использовано 100 000 обычных кирпичей и 800 000 специальный кирпичей для дымовой трубы.
В 2010 году началась реконструкция отдельных строений электростанции, которая десятилетиями пустовала и была разорена. Главное здание «Котла культуры» (корпус А) было открыто 18 февраля 2015 года, остальные помещения организации — в ноябре того же года.
Ансамбль строений бывшей Таллинской электростанции включает в себя также двухэтажное административное здание в стиле позднего модерна и неоклассицизма (арх. Х. Шмидт, 1910–1913) и турбинный зал (1928–1929), оба ― памятники архитектуры. Административное здание и прилегающее к нему производственное здание электростанции изначально имели одинаковое архитектурное решение. Вход на территорию электростанции осуществлялся через расположенное между ними привратное строение. В 2004 году в подвальном этаже административного здания были проведены ремонтные работы, а затем мансардный этаж перестроили в квартиры.
В турбинном зале с 1999 года работает познавательный центр «Энергия»  («Energia avastuskeskus»), курируемый целевым учреждением «Таллинский центр науки и техники» (SA Tallinna Tehnika- ja Teaduskeskus). Здание отреставрировано.
Наряду с кварталом Ротерманна, на территории Таллинской электростанции также были сняты отдельные эпизоды фильма Андрея Тарковского «Сталкер».

Интерьеры главного здания «Котла культуры» в 2017 году
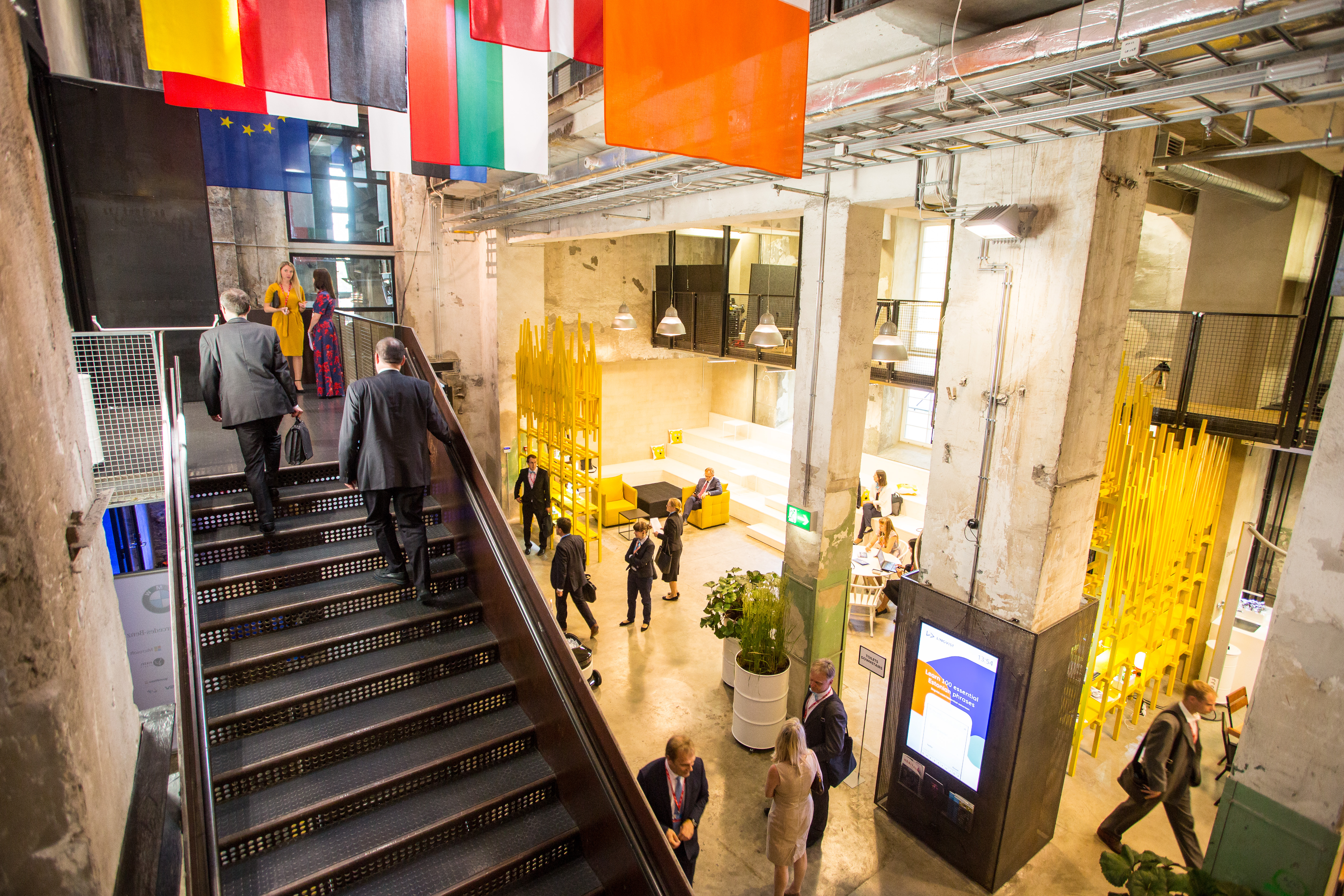
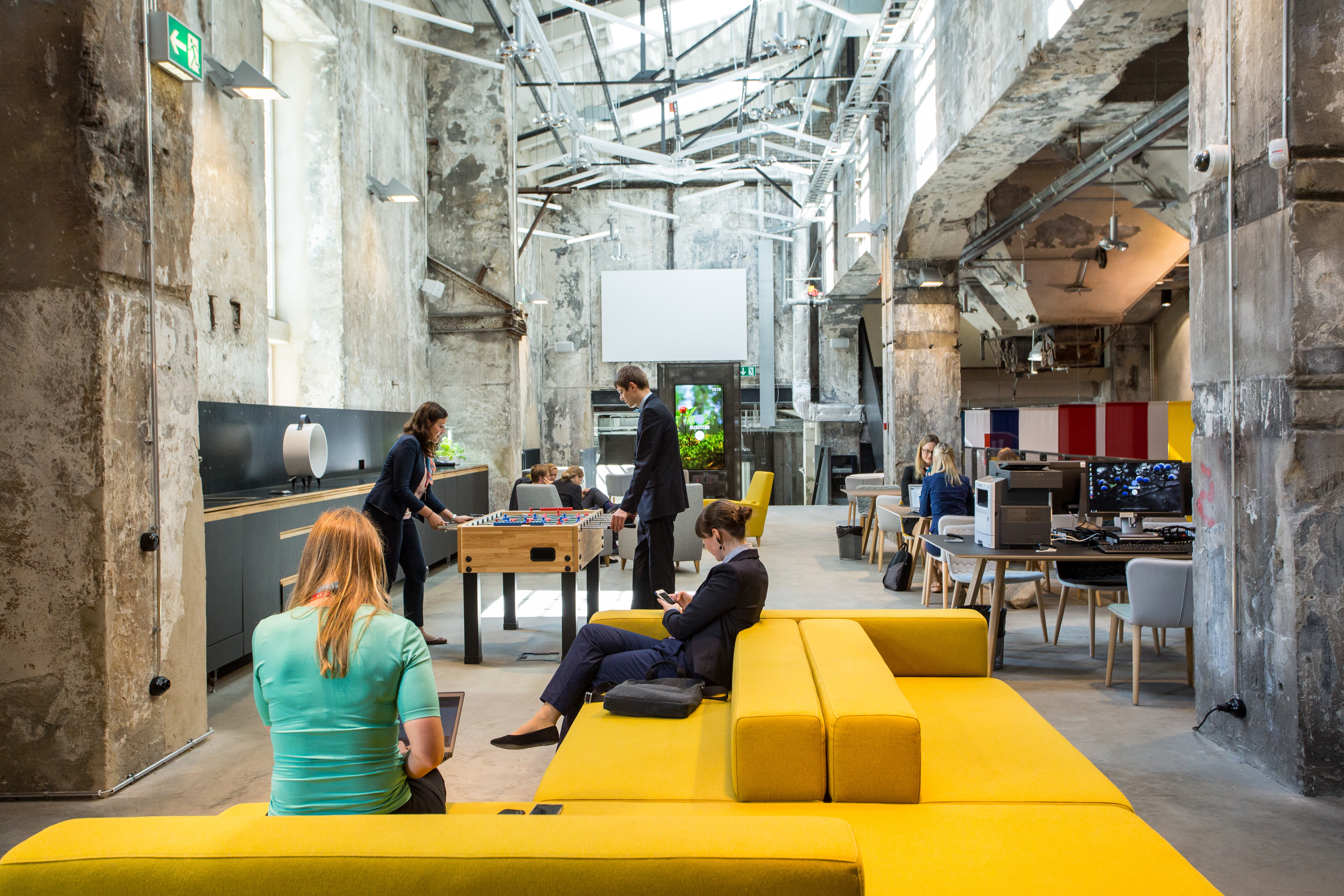
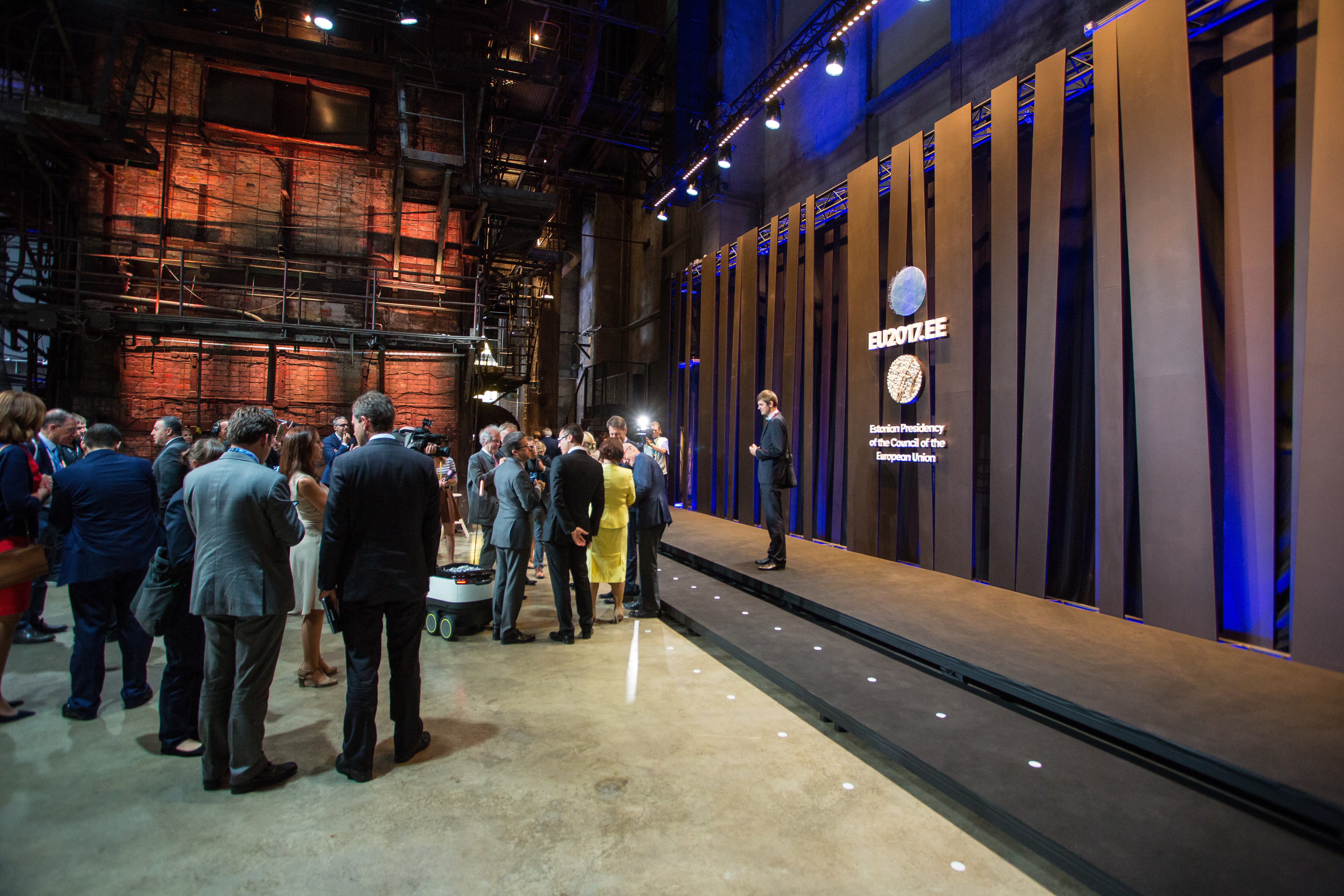
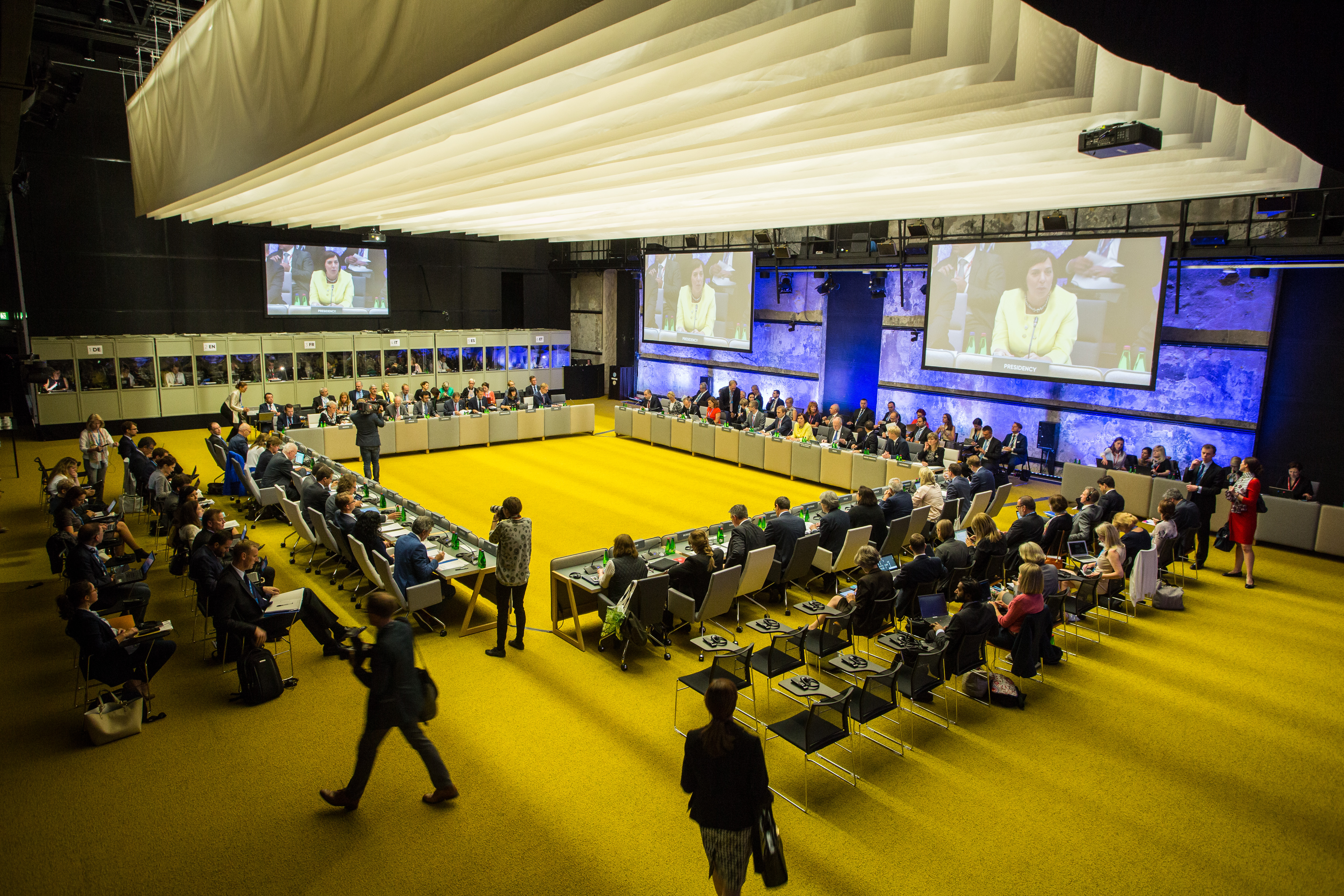
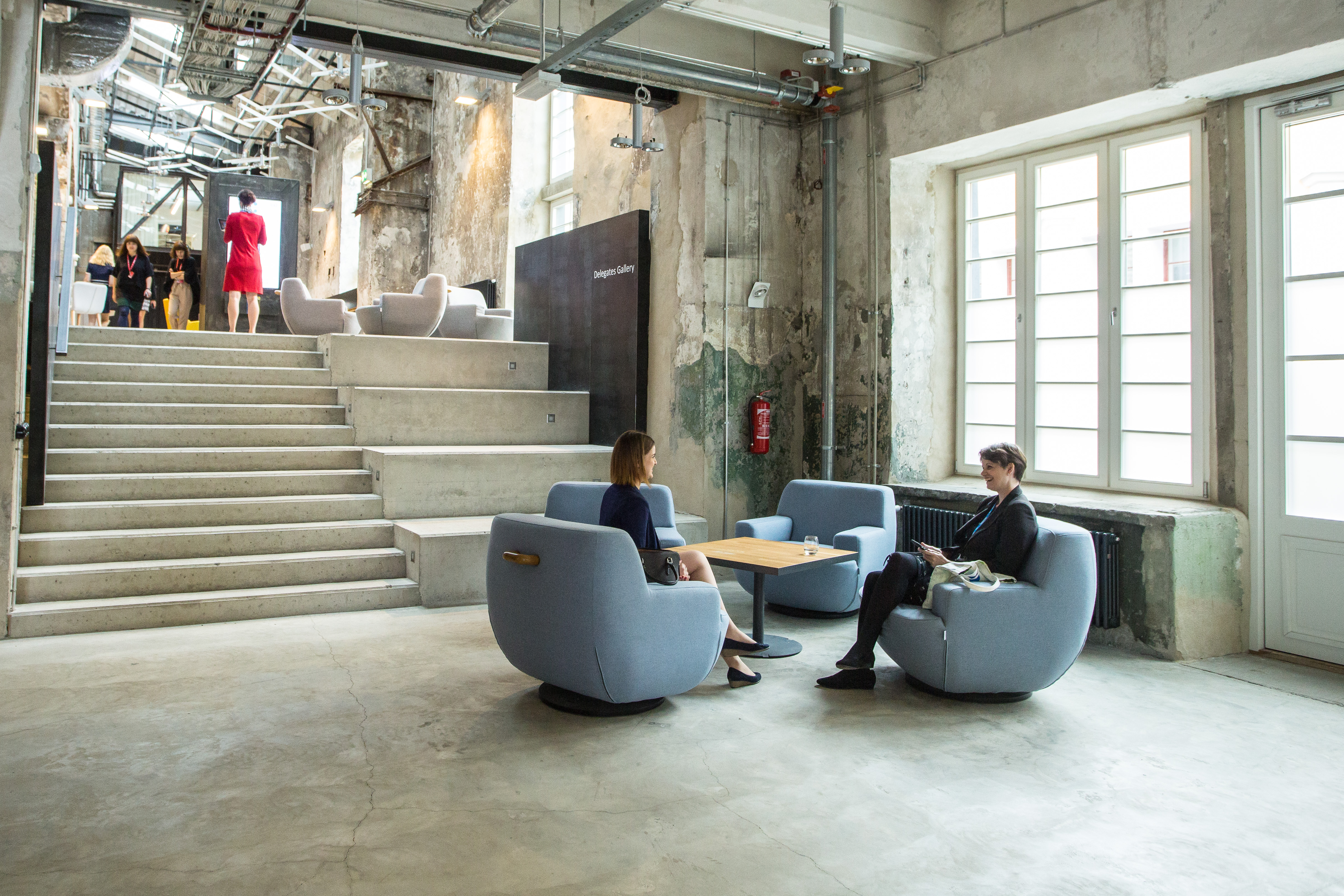
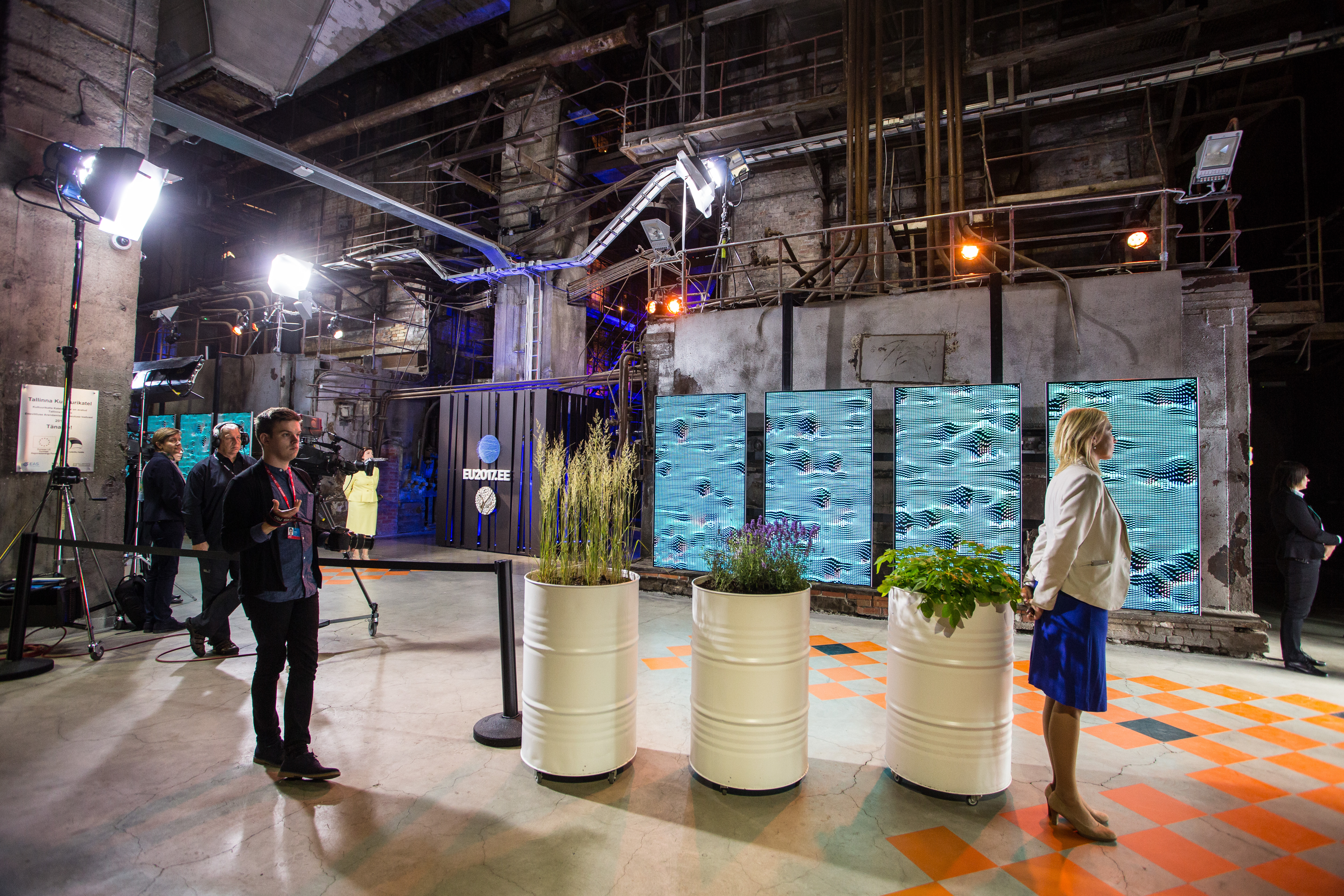
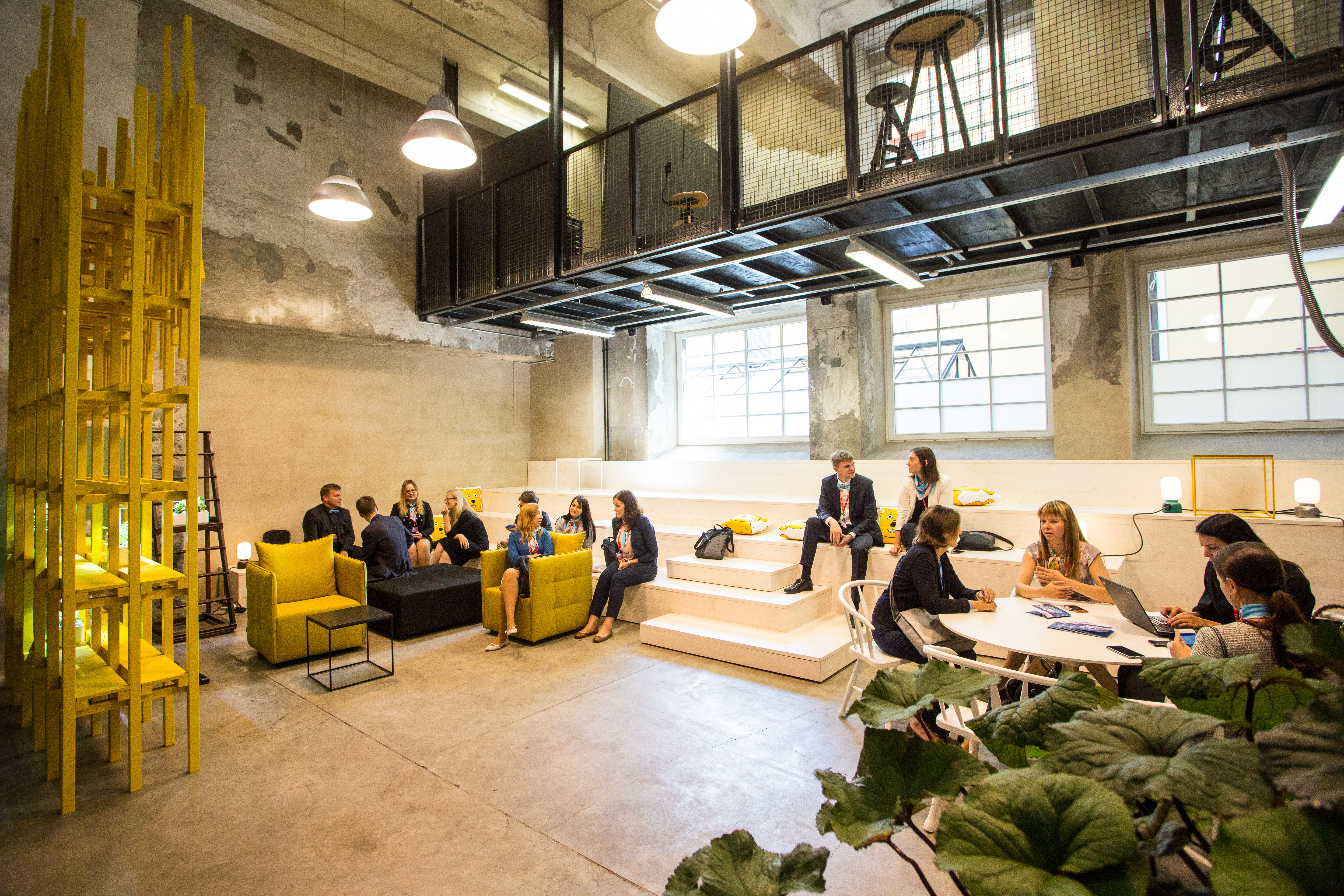
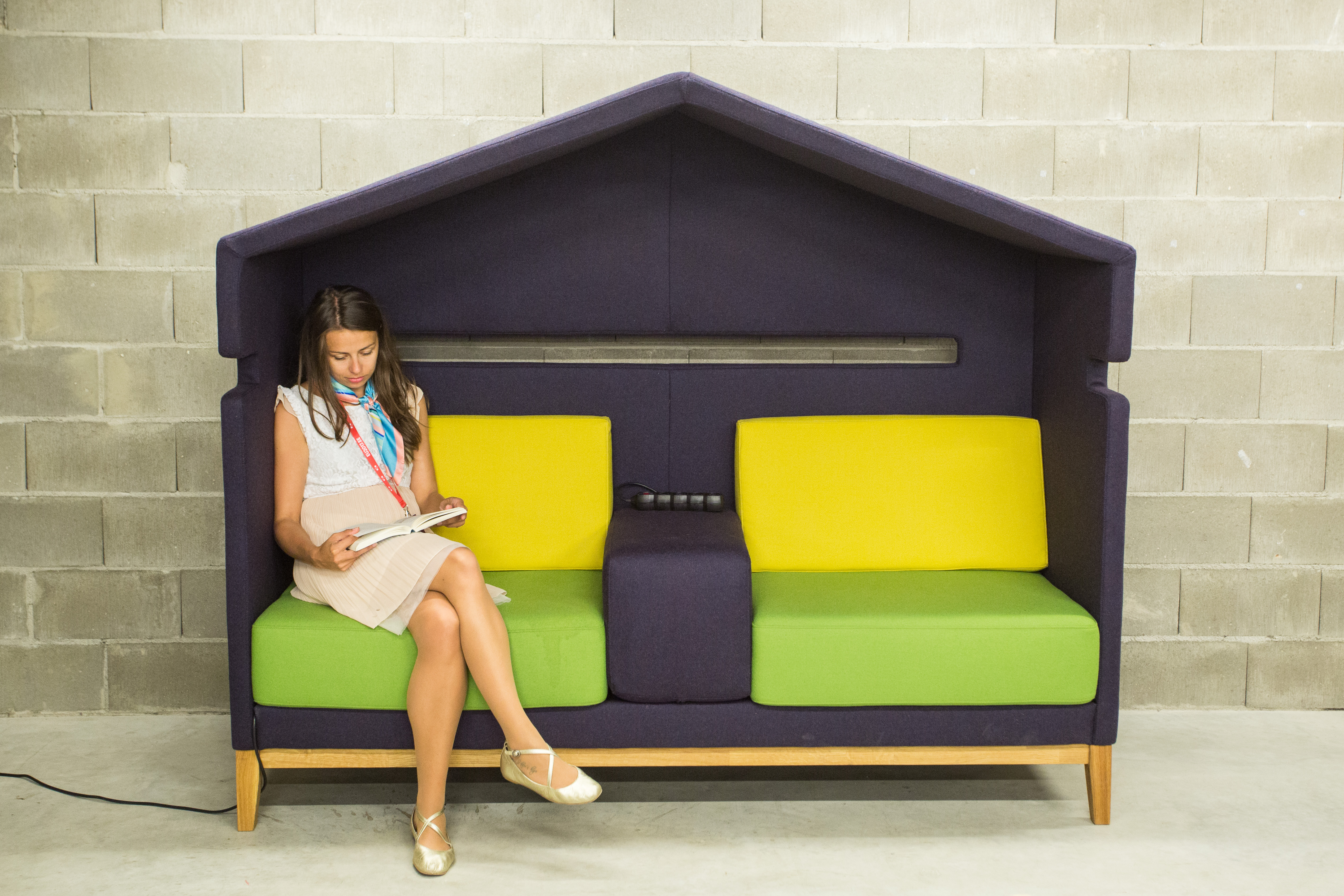

## Создание «Котла культуры»
В 2011 году Таллин был «Культурной столицей Европы». В том же году целевое учреждение «Tallinn Kultuurikatel» взяло на себя управление комплексом бывшей Таллинской электростанции и начало работы по его реконструкции. Основной целью «Котла культуры» было разнообразить культурную жизнь Таллина в частности и Эстонии в целом в сотрудничестве с различными организациями, а также реконструировать комплекс промышленных строений и превратить «Котёл культуры» в центр развития современной культуры, культурного экспорта и региональных творческих индустрий, в привлекательное городское пространство и центр образования и досуга.
За прошедшее время «Котёл культуры» стал одним из самых уникальных творческих и культурных центров в Северной Европе, сочетающим в себе исторический индустриальный интерьер и современные архитектурные и дизайнерские решения. В культурном центре обычно проводится около 300 мероприятий в год, которые посещают более 200 000 человек. Здесь имеется множество возможностей для проведения различных мероприятий: конференций, концертов, ярмарок, театральных постановок, выставок, фестивалей, семинаров, праздничных мероприятий. Культурный центр имеет в общей сложности 16 различных помещений, из них 8 залов. Самый большой зал ― «Black Box» ― имеет 550 мест.
В создании «Котла культуры» принимал участие Эстонский фонд развития предпринимательства.

## Мероприятия «Котла культуры»
Некоторые из мероприятий, проведённых в «Котле культуры»:
- Сентябрь 2011 ― премьера спектакля «Чёрный всадник» старейшей в Эстонии свободной театральной труппы «VAT teater» (музыка и слова Тома Уэйтса, оригинальная постановка и сценография Роберта Уилсона, оригинальная оркестровка Тома Уэйтса и Грега Коэна, по мотивам книги Уильяма С. Берроуза, драматургия Вольфганга Винса)[15].
- Декабрь 2014 — представления и мероприятия в рамках фестиваля «Сталкер» («Stalker Festival») — электронная музыка, изобразительное искусство, ораторское искусство, исполнительские искусства и креативное образование[16].
- Май 2016  ― вторая презентация альбома инди-рок-группы «Frankie Animal»[17].
- Сентябрь 2016 ― выставка татуировок «Street Mirror Expo»[18].
- 2017 год ― во время председательства Эстонии в Совете Европейского cоюза в «Котле культуры» прошло множество различных конференций и мероприятий, в частности: 177-е заседание Бюро Комитета регионов; конференция по единому цифровому рынку, посвященная свободному перемещению данных; конференция высокого уровня по энергетике «Будущее европейского рынка электроэнергии» и др.
- Апрель 2017 — премьерный показ спортивной одежды «Amanjeda Sport Couture» от эстонской фирмы люкс-одежды «Amanjeda»[19].
- Октябрь 2018 ― Таллинский цифровой саммит с участием министров, отвечающих за ИТ и вопросы цифровых технологий из стран с развитыми цифровыми технологиями, предпринимателей и экспертов со всего мира[20].
- Октябрь 2021 ― концерт открытия музыкального фестиваля «Tallinn Music Week»[21].
- Ноябрь 2021 — 4-я конференция «GreenEST Summit» — крупнейшая в регионе конференция по «зелёным технологиям»[22].
- Ноябрь 2022 — «Эстонский фестиваль напитков» с дегустацией местных напитков и вручением награды «White Guide Estonia 2023» лучшему ресторатору Эстонии и избранием лучших эстонских напитков 2022 года[23].
- Ноябрь 2023 — фестиваль еды «Вкусная Эстония» («Maitsev Eesti»), на котором были представлены пищевые продукты Мульгимаа, производители и предприниматели региона[24].
- Январь 2024 ― торжественное годовое мероприятие Северо-Эстонской региональной больницы и провозглашение титулов «Врач-2023» и «Коллега года»[25].
- Сентябрь 2024 ― 14-я балтийская веган-ярмарка («Veganmess», прежнее название «Ярмарка вегетарианской еды» ― эст. «Taimetoidumess»)[26].
- Октябрь 2024 ― День высшего образования «Учись в Тарту!»[27]
- Май 2025 ― Международная выставка породистых кошек[28].

Мероприятия в «Котле культуры» в период председательства Эстонии в Совете Европейского Союза
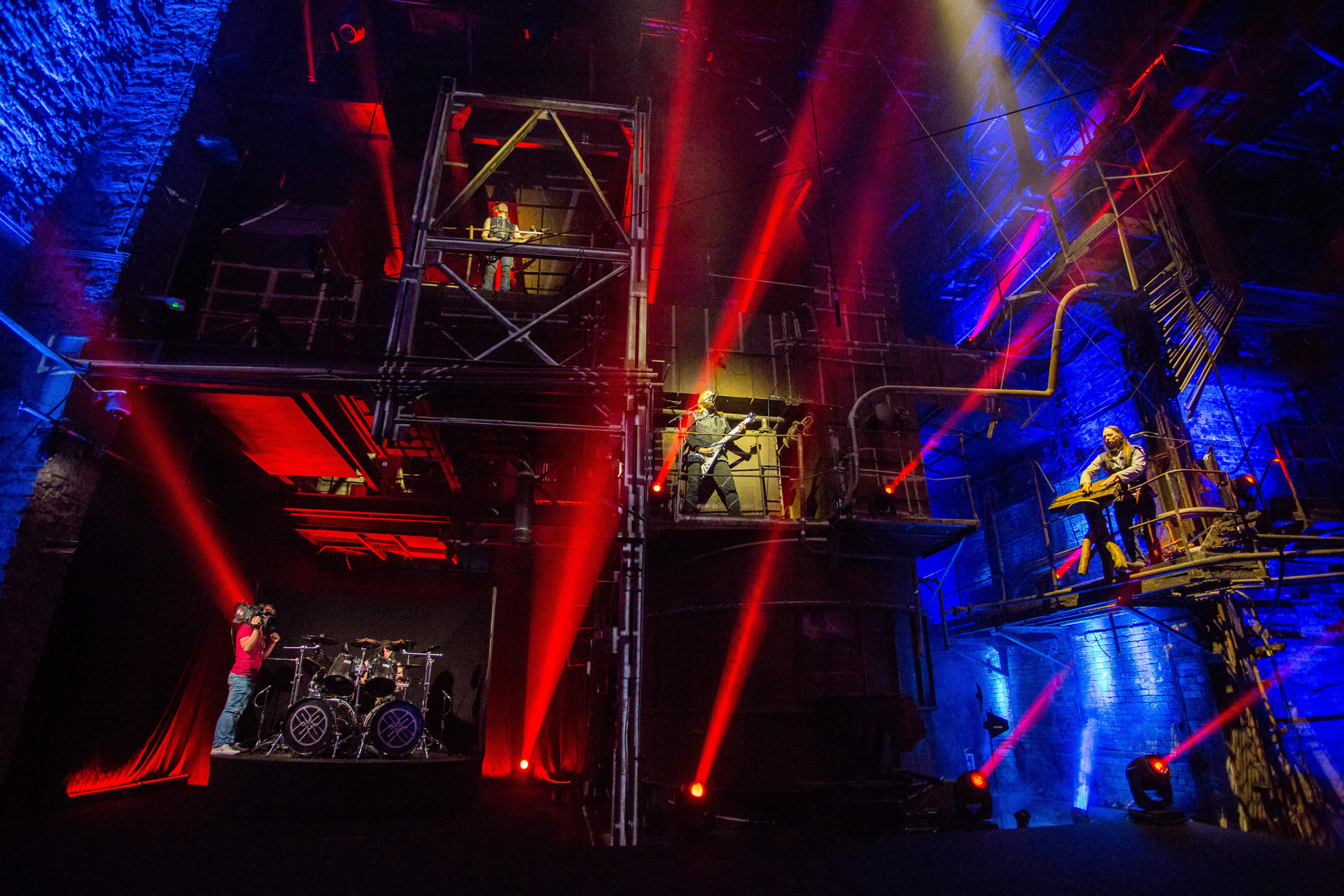
Концерт на официальном открытии EU2017EE, ансамбль «Metsatöll»
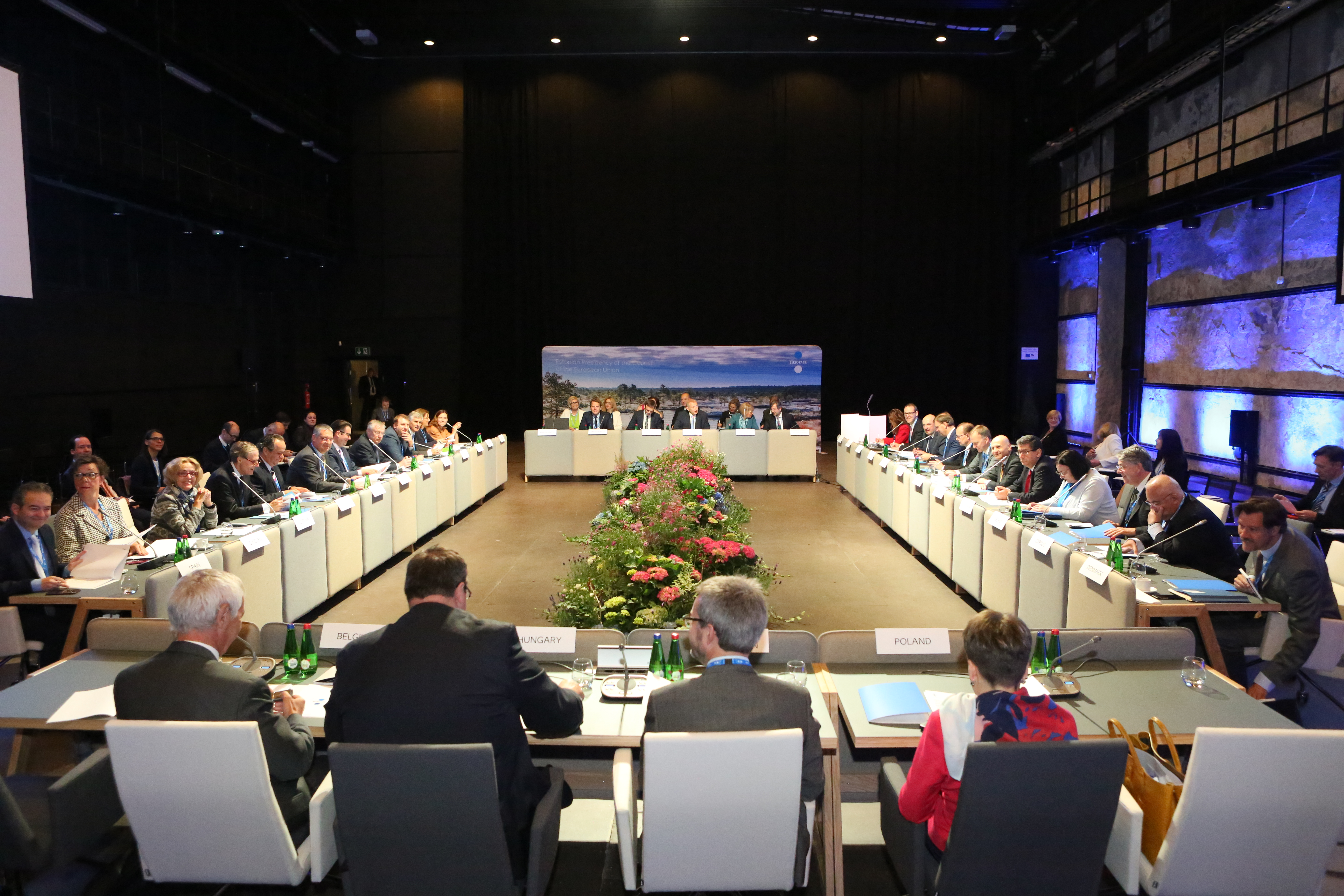
Встреча с государственным секретарём по делам Европейского Союза
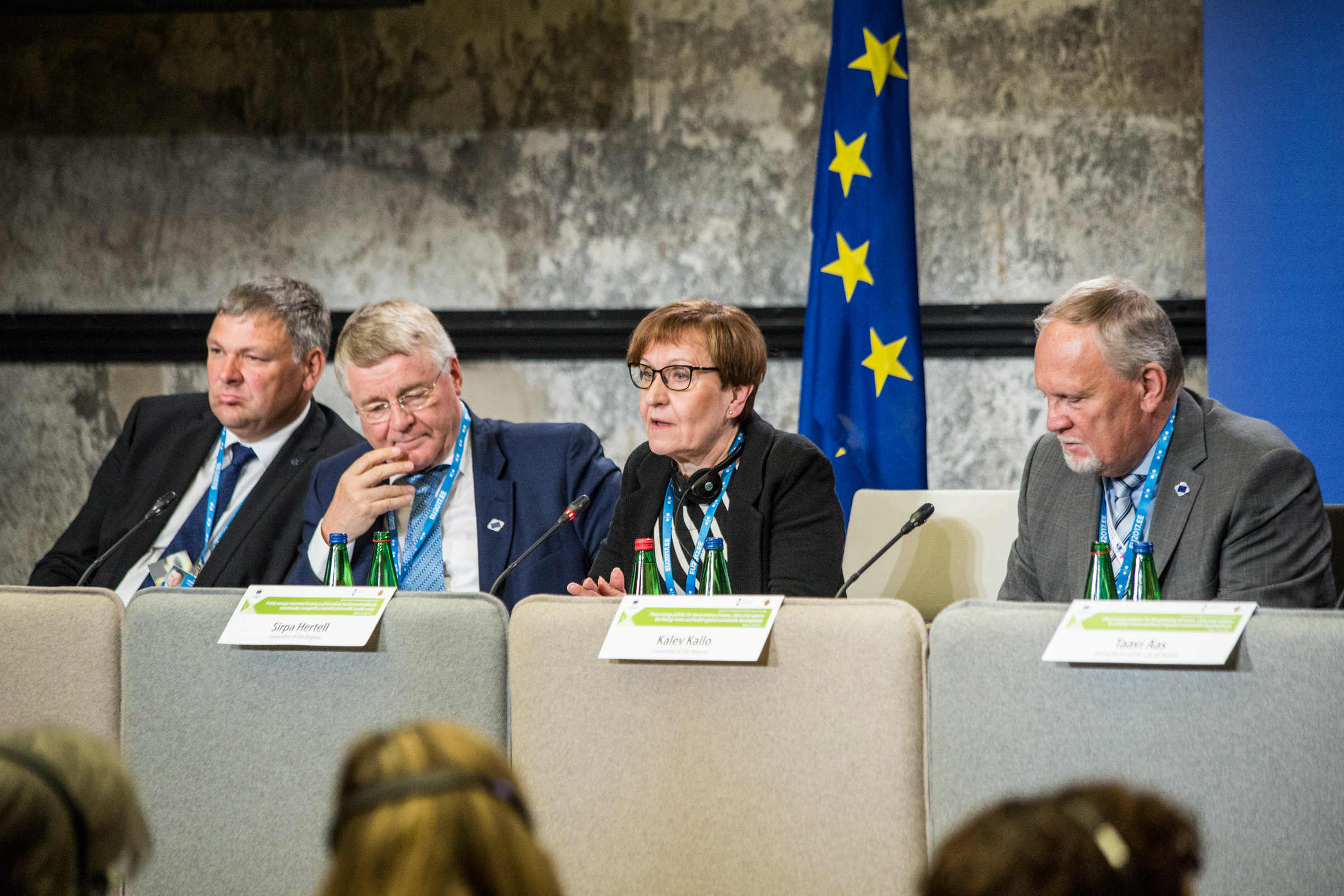
Конференция «Политика чистой энергетики для озеленения городов и регионов»
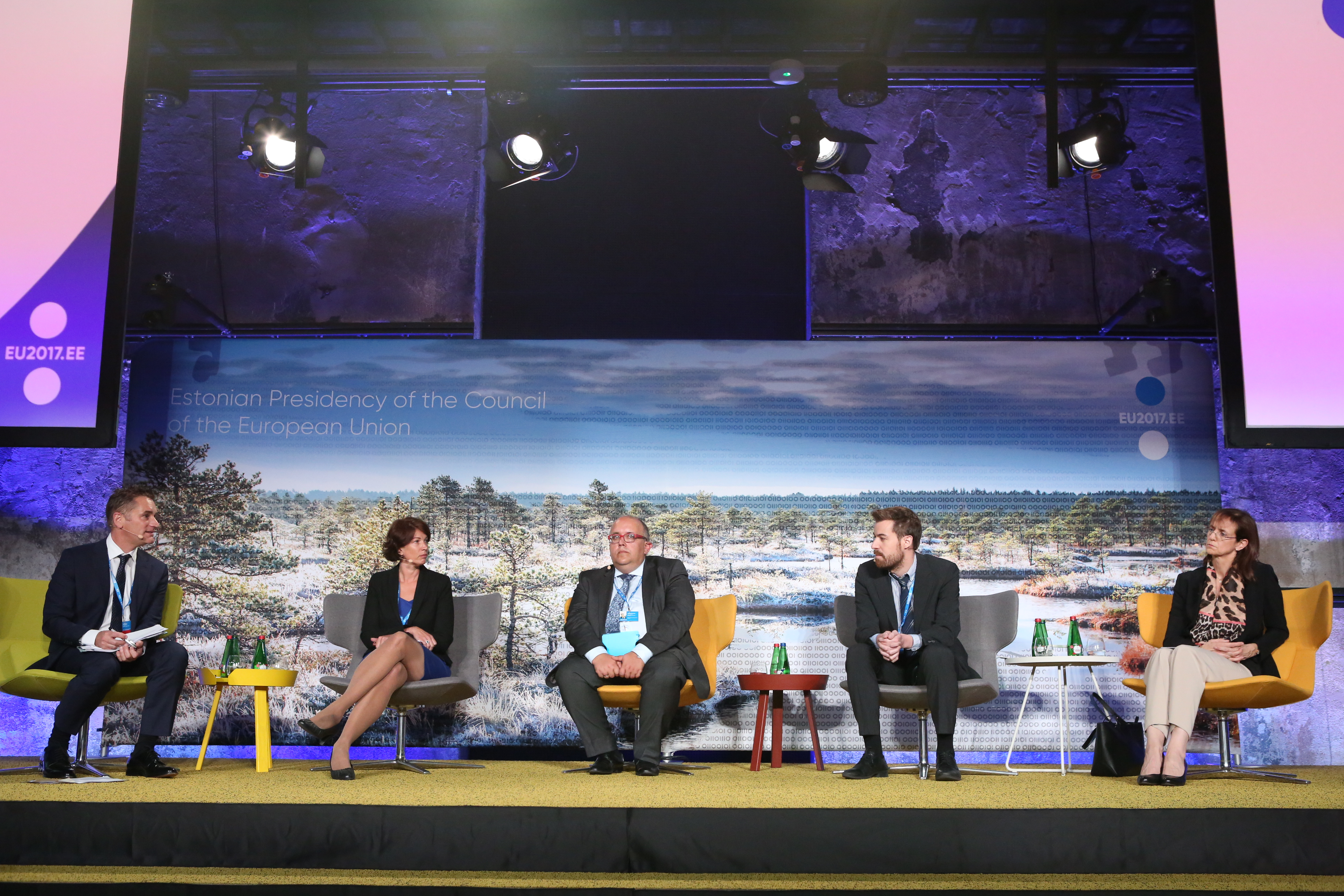
Конференция по единому цифровому рынку
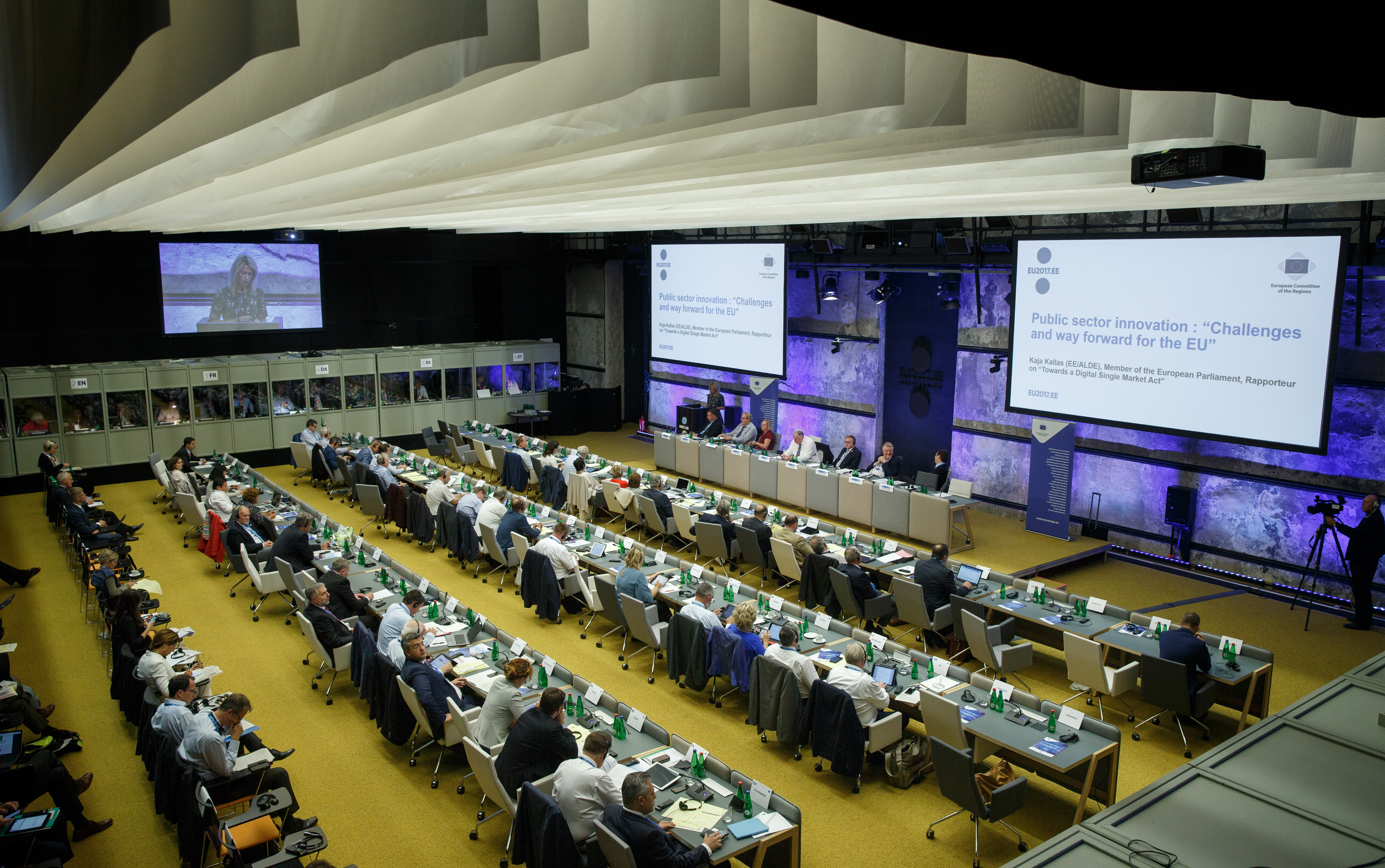
177-е заседание Бюро Комитета регионов
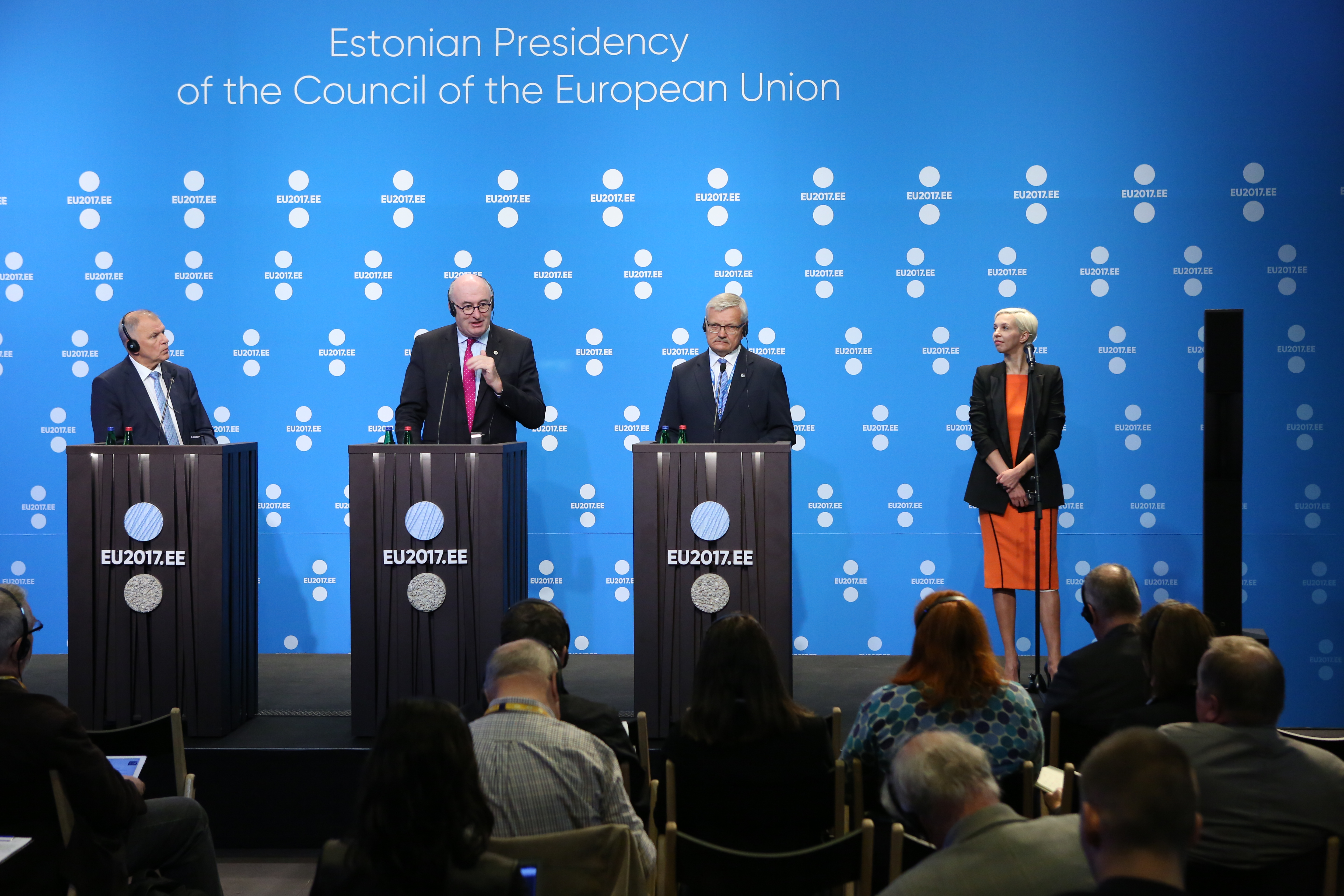
Неформальная встреча министров сельского и рыбного хозяйства стран ЕС
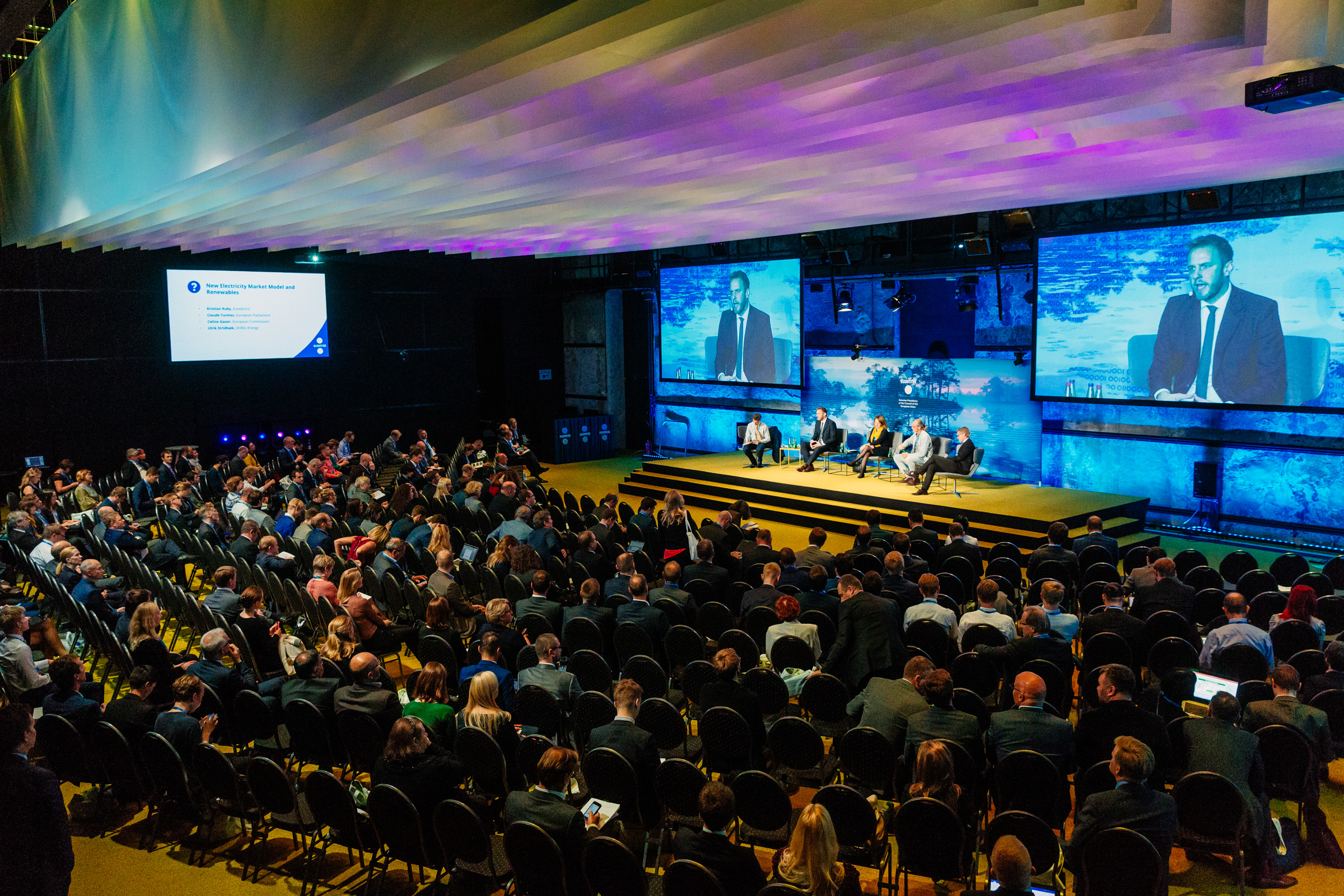
Конференция «Будущее европейского рынка электроэнергии»
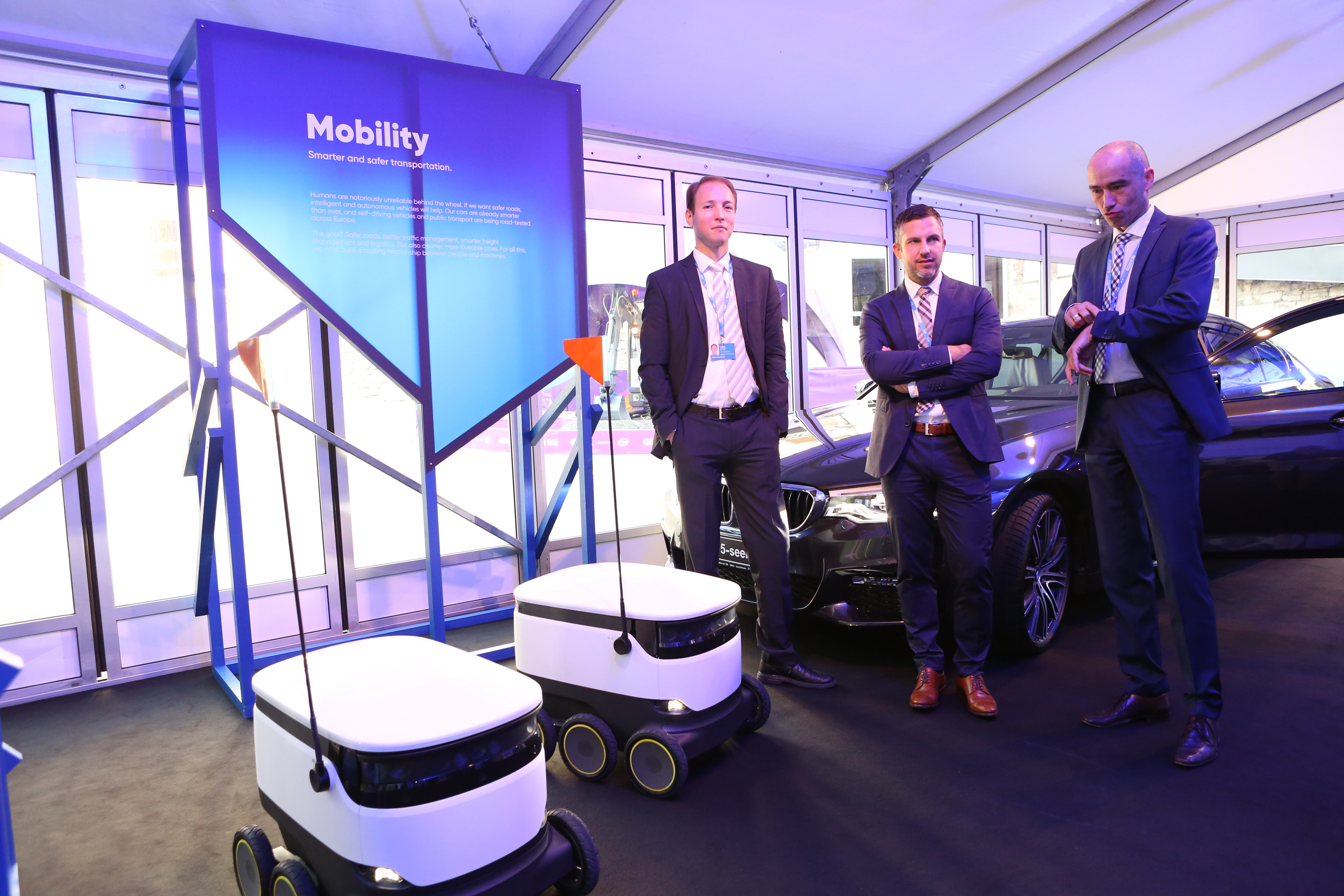
«Tallinn Digital Summit Expo»